# Antoni Wit
Antoni Wit, né à Cracovie le 7 février 1944 , est un chef d'orchestre polonais.
Il est renommé pour ses interprétations de la musique du XXe siècle, notamment des compositeurs de Pologne ou de l'Est de l'Europe, tels Karol Szymanowski, Krzysztof Penderecki, Witold Lutosławski ou Sergueï Prokofiev.

## Biographie
Il a étudié la direction et la composition à Cracovie avec notamment Krzysztof Penderecki comme professeur. Il a également été l'élève de Nadia Boulanger et de Pierre Dervaux à Paris. En 1973, il séjourne aux États-Unis, à Tanglewood, où il se perfectionne avec Stanisław Skrowaczewski et Seiji Ozawa.
Il est nommé entre 1964 et 1977 directeur musical de l'orchestre de Poméranie, puis entre 1983 et 2000, directeur de l'Orchestre symphonique national de la radio polonaise à Katowice. Depuis 2002, il dirige l'Orchestre philharmonique de Varsovie et est professeur à l'Académie Frédéric Chopin de cette ville.

## Distinctions
- Ordre Polonia Restituta (chevalier en 1985, commandeur en 2000, avec étoile en 2011)[1]
- Officier de l'Ordre national de la Croix du Sud du Brésil en 2002[2]
- Officier de l'Ordre du Mérite de la République italienne
- Chevalier de la Légion d'honneur en 2015[3].

## Discographie
- Vivaldi, Quatre saisons, op. 8 - Jan Lewtak, violon solo ; Philharmonie de chambre de Varsovie ; dir. Antoni Wit (2003, Twoja Muza) (OCLC 749916225)